# Cruz Verde Internacional

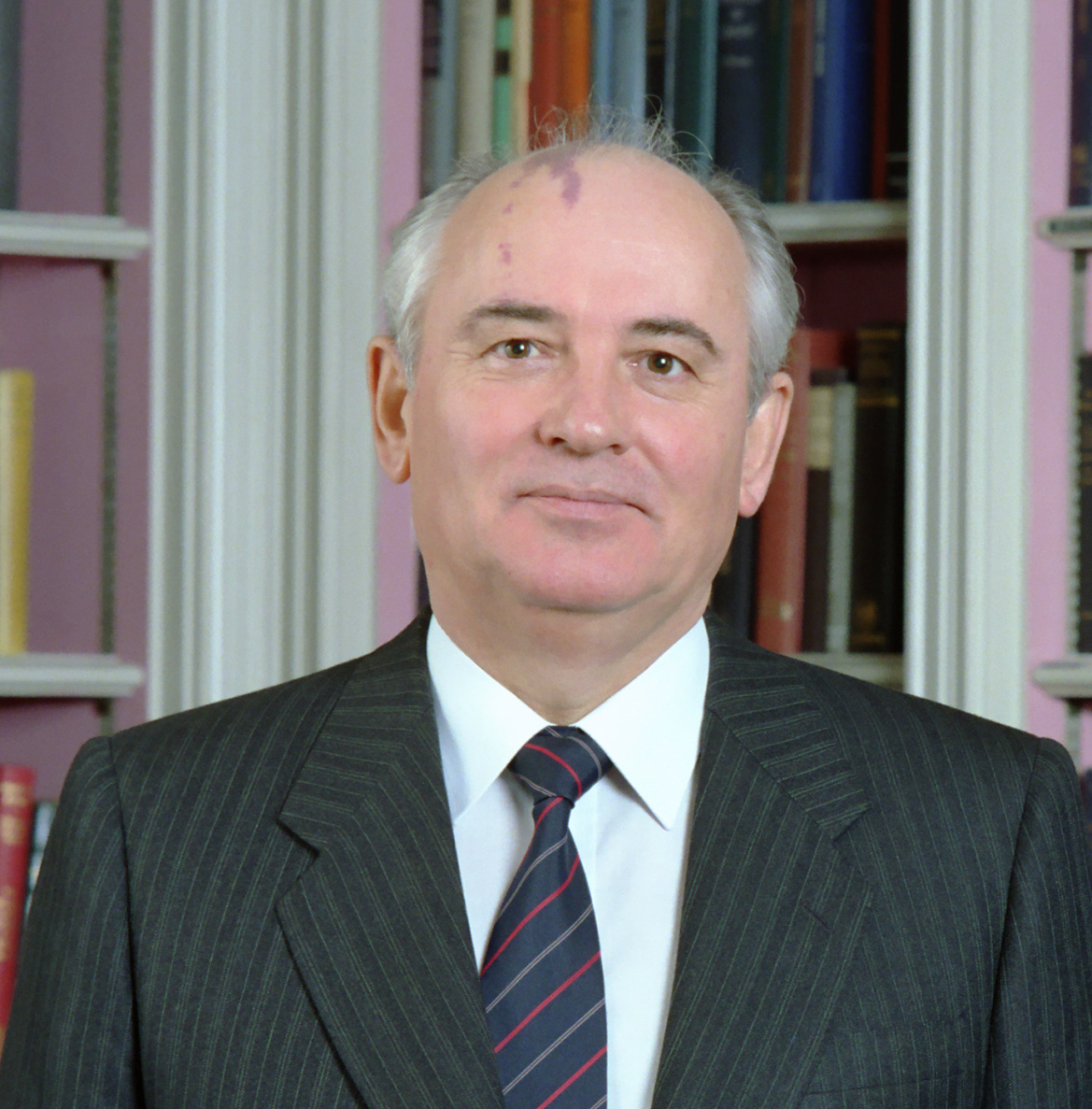
Mikhail Gorbachev

A Cruz Verde Internacional é uma Organização ambiental fundada em 1993 pelo antigo líder da União Soviética Mikhail Gorbachev, criada sobre um trabalho iniciado em 1992 pela Earth Summit (realizado no Rio de Janeiro, Brasil).
A organização publica uma newsletter, assim como uma publicação chamada "Antarctica: the Global Warning".
A organização está em trinta e um países.